# Theocracy
Ne doit pas être confondu avec Théocratie.
Theocracy est un groupe de power metal américain, originaire d'Athens, Géorgie. Il est formé en 2002 par Matt Smith. Smith est l'un des rares musiciens sélectionnés pour apparaître en 2004 au Metal Bible.

## Biographie
À ses débuts, le groupe comprend un seul membre (one man band). Toutes les parties instrumentales et vocales du premier album éponyme sont enregistrées par Matt Smith. La formation se développe après la sortie du premier album. Les thèmes abordés tournent évidemment autour de la foi chrétienne, Matt Smith étant un chrétien convaincu. Il n'imaginait pas faire de la musique sans parler de ses croyances. Le groupe joue au festival ProgPower USA VII d'Atlanta. Leurs performances des chansons The Serpent's Kiss et Mountain sont incluses dans le DVD ProgPower VII.
En juin 2008, le groupe signe au label Ulterium Records. C'est à ce label que leur deuxième album, Mirror of Souls, est publié le 26 novembre 2008 au Japon sous le label Soundholic Records. Il comprend une couverture réalisée par Robert G. Wilson, Jr.. Une chanson, On Eagles Wings, issue de l'album, est publiée sur la page MySpace du groupe. L'album est salué par la critique pour sa richesse et sa maturité notoire malgré la « jeunesse » du groupe. En 2010, le magazine HM Magazine classe l'album 16e sur 100 des albums de metal chrétien les plus importants de tous les temps[réf. nécessaire].
L'album, As the World Bleeds, est publié le 21 novembre 2011 en Amérique du Nord, et le 25 novembre 2011 en Europe,. Après la sortie de l'album, Theocracy publie son premier clip vidéo intitulé Hide in the Fairytale le 5 septembre 2012. En début décembre 2012, ils publient une chanson spéciale Noël intitulée Wynter Fever sur YouTube et iTunes. Le groupe se lance dans une tournée promotionnelle pour la réédition remasterisée de leur premier album en novembre 2013.
Le quatrième album studio du groupe Ghost Ship est publié le 28 octobre 2016.
En octobre 2020, le groupe décide de renvoyer Val Allen Woods son guitariste après selon un groupe avoir eu un "comportement déplacé entrant directement en conflit avec l'intégrité, les valeurs et la mission du groupe" après une histoire concernant des étudiants en cours de guitare arnaqués par ce dernier pour pallier de prétendues dépenses urgentes.

## Style musical
Contrairement au principal groupe de power metal américain, Iced Earth, Theocracy joue du power metal « à l'européenne », plus proche de style de Helloween, Stratovarius ou Gamma Ray. Son style peut être décrit comme du power metal progressif intégrant des parties symphoniques épiques.

## Membres

### Membres actuels
- Matt Smith - voix (depuis 2002), claviers (2002–2008), guitare, basse (2002–2009)
- Jonathan Hinds - guitare, chœurs (depuis 2006)
- Jared Oldham - basse, chœurs (depuis 2009)
- Shawn Benson - batterie (2005–2014, depuis 2015)

### Anciens membres
- Seth Filkins - basse, chœurs (creation of band-2008)
- Josh Sloan - basse, chœurs (session)
- Patrick Parris - basse, chœurs (session)
- Patrick Nickell - batterie (2014–2015)
- Val Allen Wood - guitare solo (2009-2020)

## Discographie

### Singles
- 2008 : Mirror of Souls
- 2010 : All I Want for Christmas
- 2010 : Wages of Sin
- 2011 : 30 Pieces of Silver
- 2012 : Wynter Fever
- 2019 : Snowglobe
- 2023 : Return to Dust
- 2023 : Mosaic